# کوانخیداتل
کوانخیداتل (به لاتین: Kvanxidatl village) یک منطقهٔ مسکونی در روسیه است که در داغستان واقع شده‌است. کوانخیداتل ۸۸۷ نفر جمعیت دارد.